# John David Bland
John David Bland (ur. 22 października 1963, zm. 31 sierpnia 1998) – amerykański aktor telewizyjny i filmowy. 

## Życiorys
W 1986 roku po raz pierwszy wystąpił na ekranie w komedii romantycznej Rasowy stypendysta (Soul Man) z C. Thomasem Howellem, Rae Dawn Chong, Leslie Nielsenem i Jamesem Earlem Jonesem. Stał się najlepiej znany z serialu kryminalnego CBS Żar tropików (1991–92; 39 odcinków) jako Ian Stewart, znany gitarzysta w zespole rockowym Ground Zero. Gdy muzycy postanowili się rozstać, bohater osiedlił się w Key Mariah, gdzie kupił bar „Żar tropików”. Był bliskim przyjacielem Nicka (Rob Stewart). Postać Iana zniknęła z serialu po tym, jak zdecydował się wskrzesić swoją dawną karierę muzyczną, wyruszając w światową trasę koncertową. 
Zmarł 31 sierpnia 1998 w Los Angeles w wieku 34 lat.

## Wybrana filmografia

### Filmy fabularne
- 1986: Rasowy stypendysta (Soul Man) jako Seth
- 1990: Storm and Sorrow (TV) jako Jeffery 'Jeff' Low
- 1995: Odlotowa dziewczyna (Tank Girl)[5] jako Trooper Wayne

### Seriale TV
- 1987: Napisała: Morderstwo jako Derek Constable
- 1987: Mike Hammer jako Ruben
- 1990: Knots Landing jako Robert Scarrow
- 1991–92: Żar tropików (Sweating Bullets) jako Ian Stewart
- 1993: Napisała: Morderstwo jako Colin Burnham